# Dédicace (cérémonie)
Pour les articles homonymes, voir Dédicace (homonymie).

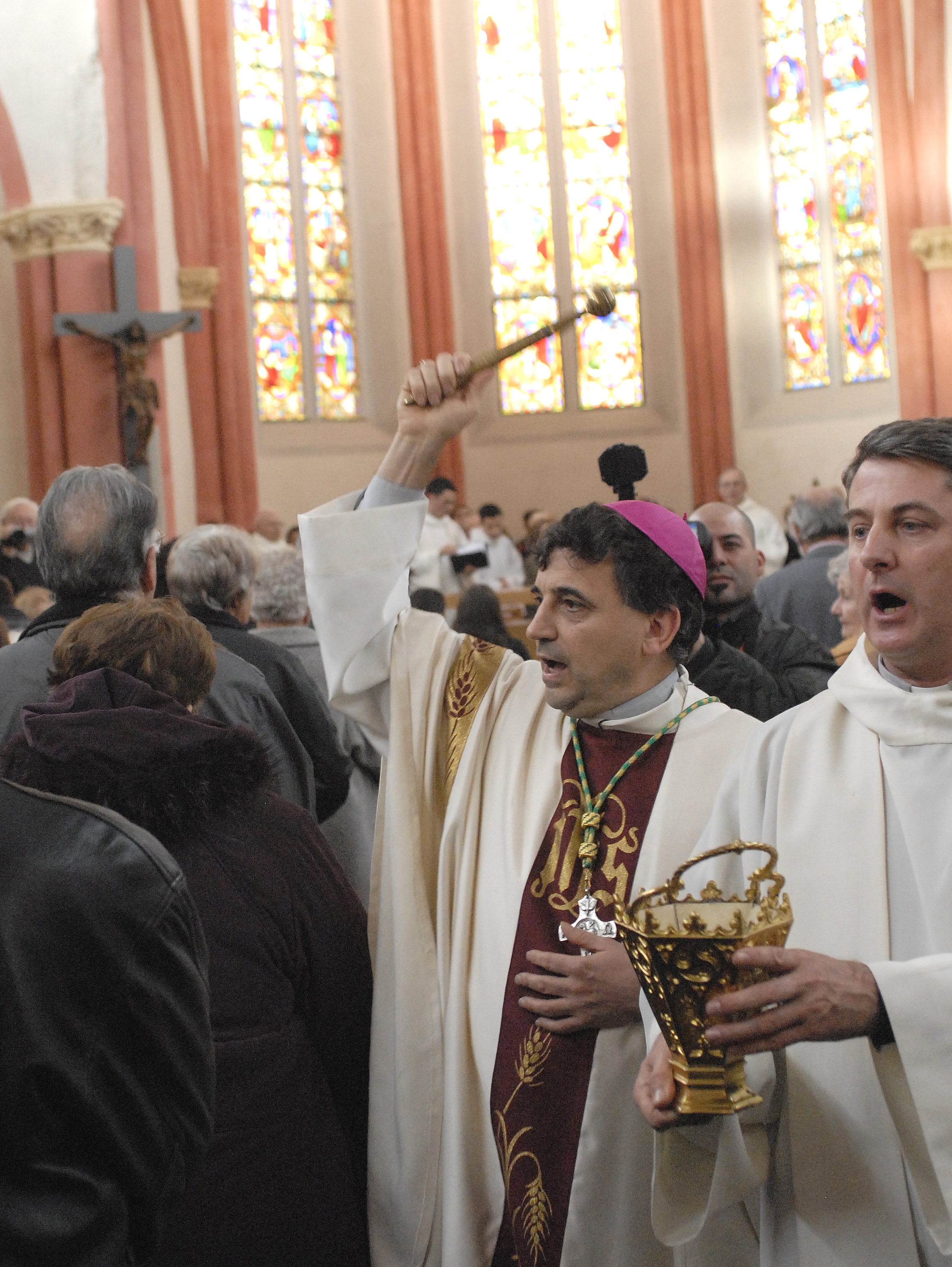
Aspersion d'eau bénite lors de la dédicace de l'église Saint-Laurent à Villars par Mgr Dominique Lebrun en 2006.

La dédicace est un acte et une cérémonie de consécration d'un édifice religieux (église, chapelle…), de sa cloche ou de son autel servant aux célébrations liturgiques. Le véritable acte de naissance de ce sanctuaire n’est pas la pose de la première pierre, mais ce rituel de consécration.
Par extension, la dédicace désigne l'inscription qui rappelle cette consécration. Figurant sur un support (la cloche pour la dédicace campanaire), elle rend hommage à un saint, une notabilité ou à un événement particulier.

## Origines
Selon le Premier Livre des Rois chapitre 8, le roi Salomon a fait la dédicace du Premier Temple de Jérusalem en parlant de son rôle particulier de lieu de prière pour le peuple .

## Christianisme
Dans la liturgie chrétienne, la dédicace exige la participation de la quasi-totalité de la communauté paroissiale ou de la communauté de l'ordre régulier concernée.
Dès les débuts du christianisme, « la célébration de l’Eucharistie près des tombeaux des martyrs et sur ceux-ci, ainsi que dans les bâtiments construits au même endroit pour les protéger, devint le point de départ pour une compréhension statique de l’église comme monument architectural. Les martyrs en tant que témoins et imitateurs du Christ faisaient de l’autel un endroit particulier, où le Christ est célébré et vraiment présent dans le pain et le vin. La présence permanente des ossements des martyrs sur, sous et dans l’autel octroyait cependant à ce dernier une forme de sacralité qui fut ensuite transférée par des rituels de consécration à tout l’ensemble de l’espace de l’église. Depuis le haut Moyen Âge, lors de la consécration, là où on n’avait pas à sa disposition le corps complet d’un martyr, on se satisfaisait du dépôt de quelques particules des ossements dans la table de l’autel ».

### Catholicisme

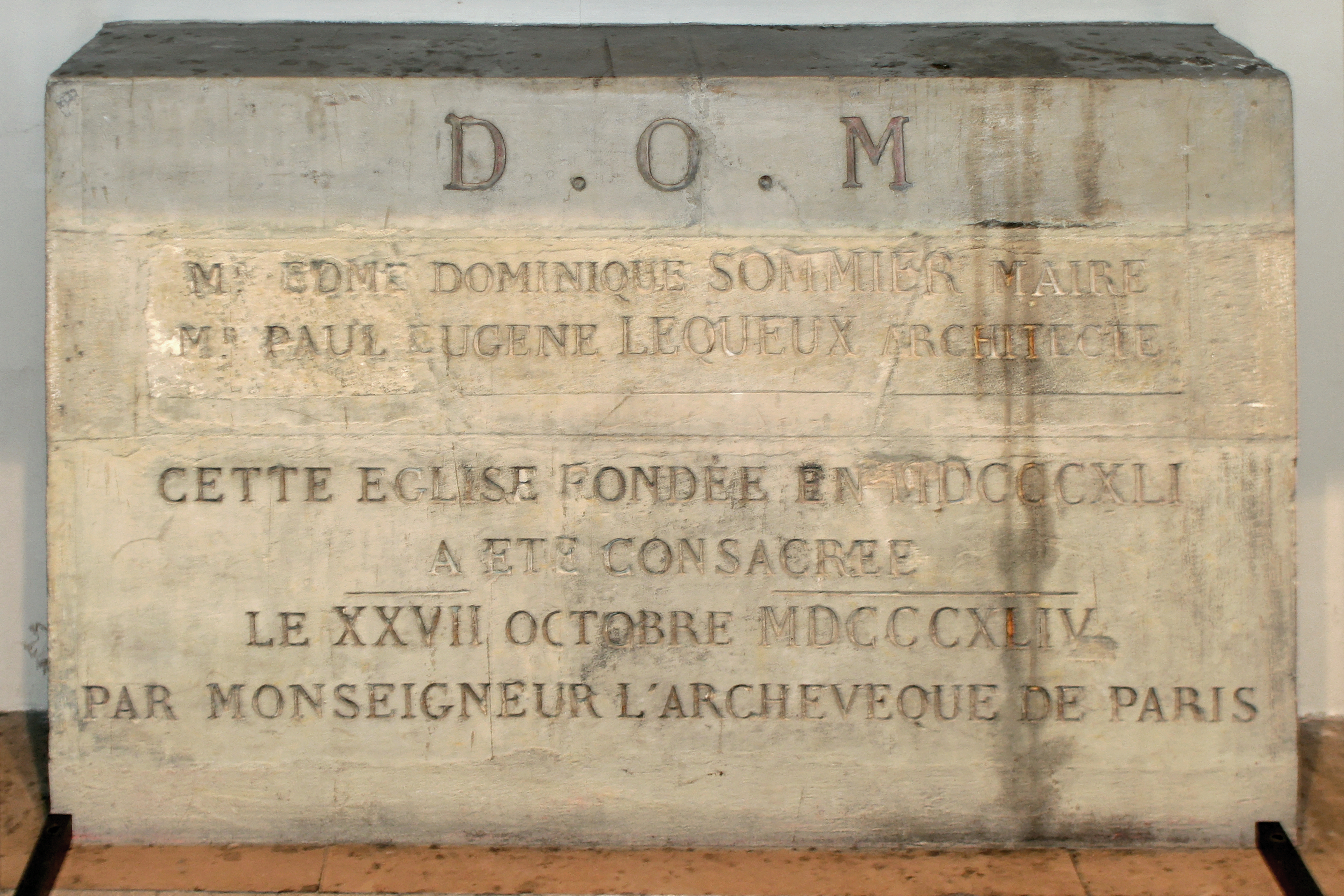
Pierre de consécration de l'église Saint-Jacques-Saint-Christophe de la Villette à Paris, France.

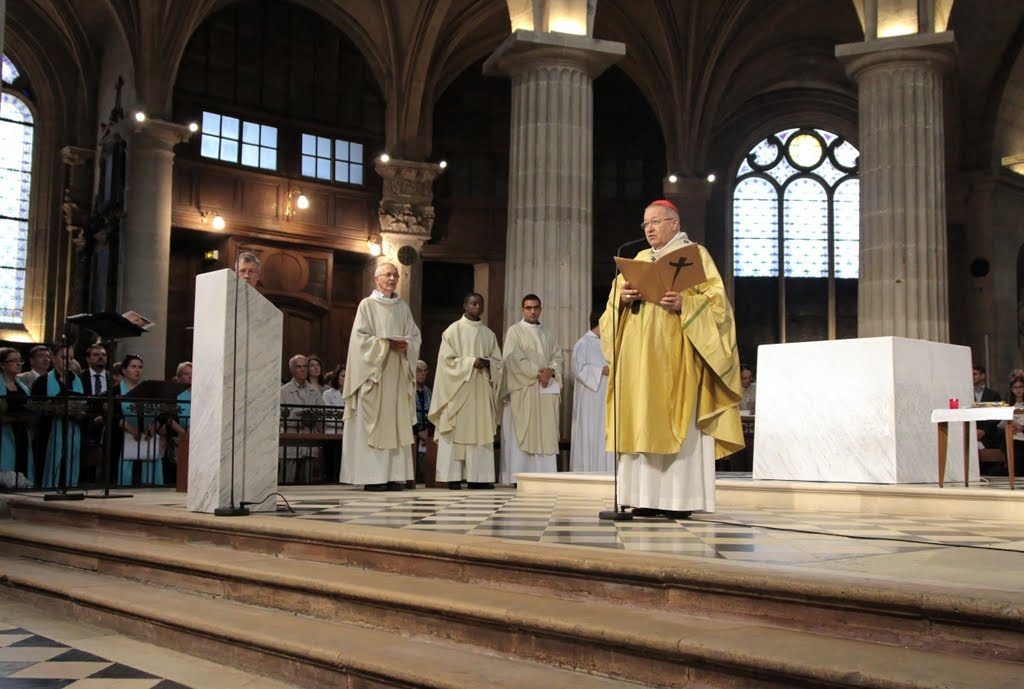
Le cardinal André Vingt-Trois à la consécration du nouvel autel de l'église Saint-Médard à Paris en 2011.

Dans le catholicisme, cette cérémonie commence par la station des reliques de martyrs et d’autres saints scellées dans l’autel (souvent ces reliques thaumaturges et tutélaires sont celle du saint patron de l’église, mais cela n'est exigé qu'avec le droit canonique du XIXe siècle). Le jour de la célébration, une procession extérieure, accompagnée d’aspersions, amène les fidèles jusqu'aux portes qui sont ouvertes solennellement. L'assemblée entre ensuite dans l’édifice, le prélat poursuivant le rituel qui implique une série d’invocations (aspersion des murs avec de l'eau bénite, mélangée de sel, de cendre et de vin, cérémonie pendant laquelle est chantée une antienne, onction par l'évêque des douze croix de consécration peintes ou sculptées sur les murs) et de gestes près de l’autel, avec l’usage de l’encens. Elle s’achève par l’inauguration de la réserve eucharistique. Pendant des siècles, les laïcs sont exclus de la sacralisation de l'autel et de la station des reliques. Leur participation indirecte à ce moment le plus sacré peut se faire par le don des reliques à l’église et, en tant que donateurs, faire graver leur nom sur le réceptacle à reliques, ou faire écrire leur nom sur un morceau de parchemin et le faire déposer dans l’autel.

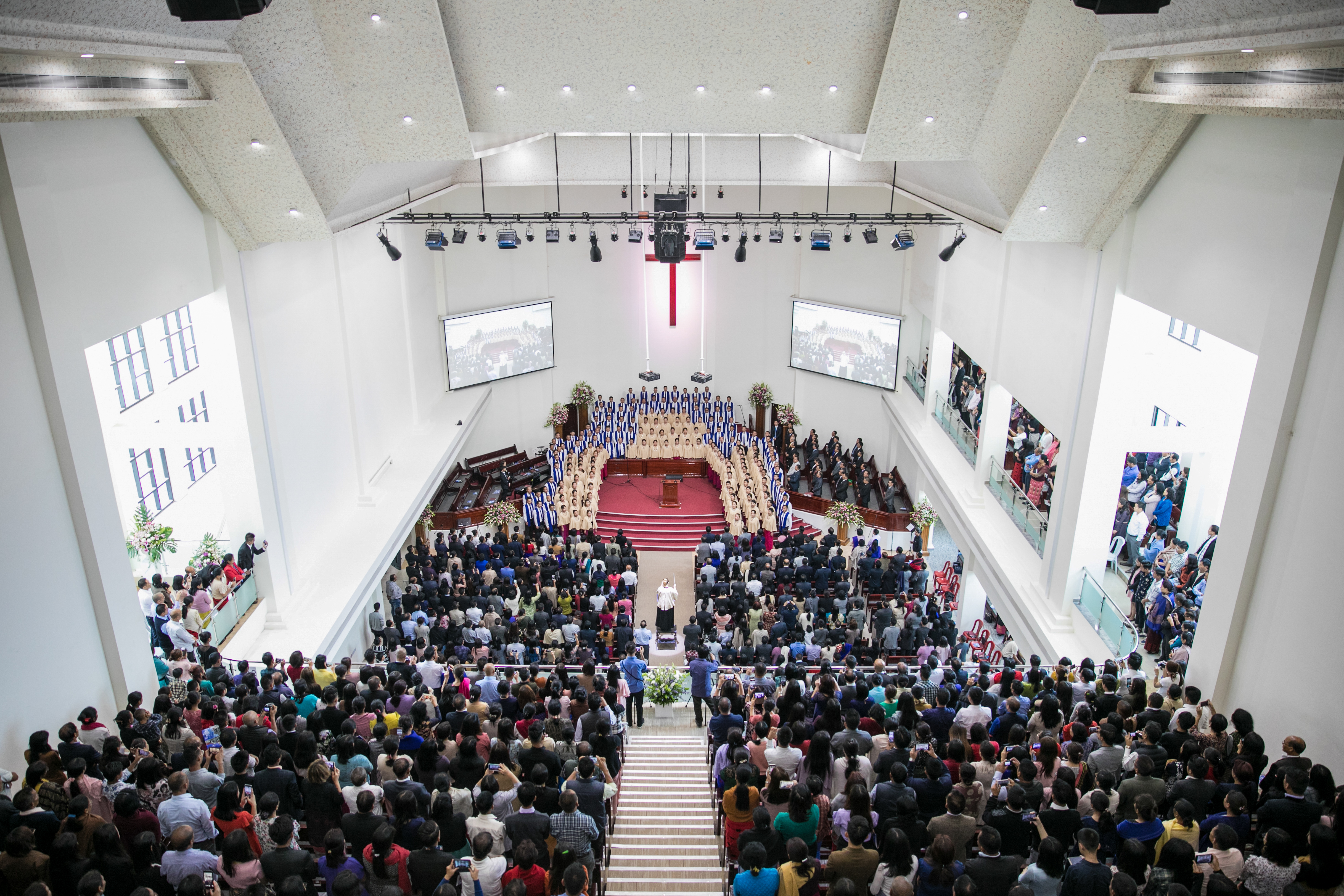
Service de dédicace à l'Église baptiste de Kohima Ao, en Inde, affiliée au Conseil de l'église baptiste du Nagaland, 2019.

Dans bien des localités, l'anniversaire de la dédicace d'une église est une solennité importante qui réunit l’ensemble de la population. Entrer et prier lors de cet anniversaire d'une église permet alors de bénéficier d'une indulgence partielle.
La dédicace des cathédrales est quant à elle célébrée pour tout le diocèse. À Rome, la célébration à la basilique du Latran est faite au nom de l’Église universelle.

### Christianisme évangélique
Dans le christianisme évangélique, la dédicace d’un bâtiment d’église a généralement lieu lors d’un service. Une plaque de dédicace est également fixée au bâtiment.